# Méthodes naturelles de régulation des naissances

Les méthodes naturelles d'observation du cycle s'appuient sur la connaissance scientifique du cycle féminin.

Les méthodes naturelles de régulation des naissances ou de contraception  forment un ensemble de méthodes de contrôle des naissances qui permettent d'augmenter ou de réduire les probabilités de grossesse. Il existe des méthodes, plus ou moins efficaces, fondées sur l'observation du cycle menstruel féminin, sur l'allaitement maternel ou sur le retrait masculin. Elles ont été définies par l'OMS en 1976, dans un document mis à jour en 1988.
Parmi elles, les méthodes d'observation du cycle consistent à déterminer, par observation, l'évolution de la fertilité au cours du cycle menstruel et à y adapter sa sexualité. Elles permettent une meilleure connaissance de soi et un suivi de santé gynécologique. Ces méthodes d'observation connaissent un développement depuis les années 2000, lié entre autres au rejet de contraception hormonale et à la volonté de mieux connaître son corps.

## Dénominations

### Un ensemble mouvant
Les « méthodes naturelles » forment un ensemble mouvant difficilement définissable. Selon Santé publique France, « on qualifie de naturelles toutes les méthodes qui visent à identifier la période de l'ovulation de manière à éviter d'avoir des rapports sexuels fécondants à ce moment-là. ». Pour autant, elle inclut dans la liste des méthodes naturelles le retrait, qui ne permet pas d'identifier la période fertile, et la méthode MAMA, qui a l'inverse détermine une période infertile et non une période fertile. Le planning familial inclut, quant à lui, dans sa définition, les rapports sexuels sans pénétration.
À l'inverse, l'un des principaux sites consacrés aux « méthodes naturelles » limite sa définition aux méthodes d'observation de la fertilité, excluant ainsi le retrait et les méthodes statistiques.

### Définitions diverses

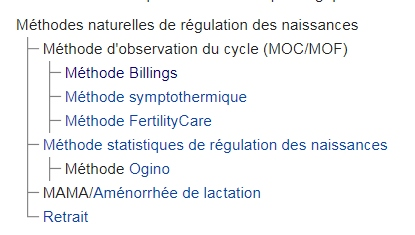
Matrice des méthodes naturelles de régulation des naissances

Si le terme « méthode naturelle » ne fait pas l'objet d'une définition unanime, d'autres termes déterminent des ensembles de méthodes naturelles :
Planification naturelle familiale (PNF) : cet ensemble regroupe les méthodes d'observation et les méthodes statistiques et implique le non-usage de méthodes barrière en période fertile. Ce terme, présent dans le monde de la recherche, exclut donc des méthodes comme le retrait.
Méthodes statistiques/méthodes basées sur le calendrier : Ces méthodes sont basées sur un calcul statistique des périodes fertile et un décompte des jours.
Méthodes d'observation du cycle (MOC) : ces méthodes sont basées sur les symptômes de la fertilité, comme la température ou les sécrétions vaginales et permettent, par observation, de déterminer les périodes fertiles et infertiles du cycle féminin. Le terme anglais est Fertility awareness-based methods (FAM/FAB/FABM), c'est-à-dire Méthodes d'Observation de la Fertilité.
Méthodes d’auto-observation (MAO) : parfois maladroitement utilisée pour désigner l’ensemble des MOC, cette appellation désigne plus précisément, en France, la méthode symptothermique enseignée par le CLER.
Méthode de l'allaitement maternel et de l'aménorrhée (MAMA) : voir plus bas.

### Une contraception naturelle?
Les méthodes naturelles permettent d'éviter une grossesse. Ces méthodes constituent à ce titre des moyens de contraception. Pour autant, ce terme, appliqué pour l'ensemble de ces méthodes, n'est pas accepté par tous. Pour Gautier-Lavaste, les méthodes de planification naturelle familiale «  ne modifient pas la fécondité de la femme ni ne suppriment la possibilité de conception » et donc ne peuvent être appelées contraceptives. Cette question est souvent évoquée par les défenseurs des méthodes d’observation qui, pour la plupart, voient dans les méthodes naturelles une « alternative à la contraception ». Ce débat sur la nature de ces méthodes trouve un parallèle dans les textes de l’Église Catholique pour qui cette méthode n’est pas une méthode contraceptive mais qui peut être utilisée, selon l’intention de ceux qui les pratiquent, avec une « mentalité contraceptive »,.
La définition la plus courante et la plus englobante, de « naturelle » s'appuie sur l'absence d'élément artificiel pour empêcher la conception. Cette définition correspond à l’ensemble le plus large de méthodes allant de l’observation au retrait. Une seconde définition de ce terme est plus restrictive. Les méthodes d'auto-observation sont dites « naturelles » parce qu'elles s'appuient sur l'adaptation du comportement et de sa sexualité « au rythme de sa fertilité ».

## Les principales méthodes

### Méthodes d'observation du cycle

Tableau Billings de notation des observations

L'observation du cycle menstruel de la femme permet d'une part d'éviter une grossesse (en s'abstenant de rapports sexuels reproductifs - coït vaginal - durant la période fertile), d'autre part d'accroître les chances de conception (en augmentant et en ciblant son activité sexuelle pendant cette période), et par ailleurs d'assurer un meilleur suivi de sa santé gynécologique (en approfondissant la connaissance de son corps). Les méthodes varient dans la manière de déterminer la période fertile. Si l'ensemble des méthodes dites naturelles sont souvent confondues dans les statistiques, certains médecins reconnaissent une différence entre les méthodes d'observation et les autres méthodes comme le retrait ou le calendrier, considérées comme non-fiables.
Les méthodes d'auto-observation reposent sur la collecte d'informations des signes de la fertilité :
- la température basale, qui augmente lors de l'ovulation : méthode des températures ;
- la glaire cervicale :
  - méthode simple et très répandue : méthode Billings ;
  - méthode plus complexe, nécessitant une formation plus poussée : méthode Creighton-FertilityCare ;
  - méthode très simplifiée : la méthode des deux jours ;
- les tests d'ovulation.

Remarques : la méthode symptothermique utilise un double contrôle : pour déterminer la fin de la phase infertile préovulatoire, on tient compte de l'évolution de la glaire cervicale. Pour déterminer le début de la phase infertile post-ovulatoire, on compte 3 jours de température haute. À partir de ces signes, on est en mesure de situer précisément la période fertile du cycle. À l'inverse de la méthode du calendrier, qui repose sur un calcul probabiliste, l'observation des signes de fertilité est fiable. Quelle que soit la durée du cycle, il est possible de détecter précisément l'ovulation. Pour Howard, dans une étude sur Creighton, l'irrégularité des cycles n’influence pas l’efficacité de la méthode. Il n'y a pas de contre-indication à l'usage de ces méthodes.

### Méthodes statistiques
Les méthodes statistiques de régulation des naissances ou méthodes de régulation des naissances basées sur le Calendrier sont un ensemble de méthodes de régulation des naissances basée sur l'estimation statistique de la probabilité de fertilité d'une femme. Ces méthodes peuvent être utilisées pour commencer la grossesse par la synchronisation des rapports non protégés pendant des jours identifiés comme fertiles, ou pour éviter une grossesse en évitant les rapports sexuels non protégés pendant les jours de fécondité.
La première méthode a été développée dans les années 1930 par Jean Smulders, médecin catholique de Hollande. Elle prend le nom de méthode Knaus–Ogino (dite méthode du rythme), du nom de ceux qui en ont créé le principe. Cette méthode est aujourd'hui considérée comme obsolète mais a été une des principales formes naturelles de contrôle des naissances jusqu'au développement des méthodes de planification familiale naturelle basée sur l'observation du cycle.
Un nouvel usage des méthodes statistiques apparaît, en 2002, à l'Université de Georgetown avec la Méthode des Jours fixes et avec l'apparition de nombreuses applications sur support numérique.

### Méthode de l'allaitement maternel et de l'aménorrhée (MAMA)
La méthode de l'allaitement maternel et de l'aménorrhée repose sur la physiologie de l'allaitement maternel. Elle est destinée à la femme parturiente lorsqu'elle vient d'accoucher.
Cette méthode requiert l'observation de trois critères :
1. la femme est en aménorrhée : elle n'a pas eu de retour des règles depuis l'accouchement ;
2. elle allaite complètement son enfant, qui ne reçoit pas d'autre nourriture, à raison de six tétées par jour au moins ;
3. l'accouchement a eu lieu il y a moins de six mois.

Si ces trois critères sont respectés, la probabilité de grossesse (indice de Pearl) est de l'ordre de 2 % pendant les trois premiers mois.

### Méthode du retrait
La méthode du retrait constitue un moyen d'éviter une grossesse. Il s'agit, au cours d'un rapport sexuel vaginal, de retirer le pénis juste avant que ne survienne l'éjaculation de manière que cette dernière ait lieu hors du vagin, empêchant ainsi la fécondation. Son appartenance au groupe des méthodes naturelles ne fait pas consensus. De plus, elle est peu efficace car le liquide pré-séminal (avant éjaculation) peut contenir du sperme - en cas de précédente éjaculation non suivie d'une miction, ou de présence exceptionnelles de spermatozoïdes motiles.

## Efficacités des méthodes naturelles

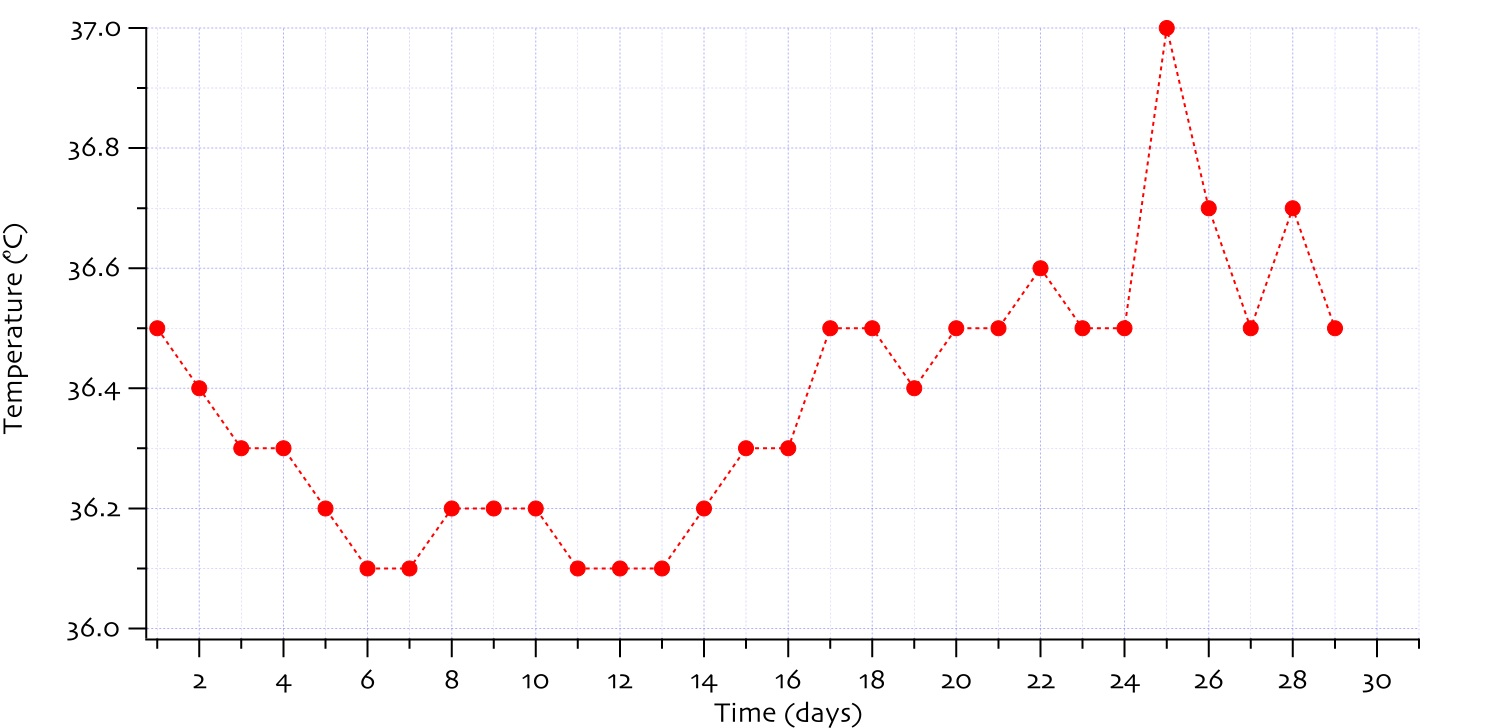
Tableau de prise de température (Méthode des températures ou symptothermique)

On distingue habituellement une efficacité théorique, consécutive à l'usage correct de la méthode, et une efficacité pratique, calculée sur l'ensemble de l'échantillon, y compris les couples n'ayant pas respecté la méthode (rapport sexuel en période fertile, oubli de prise de température....). Ce taux correspond au pourcentage de grossesses en un an. Les méthodes naturelles connaissent des taux d’efficacité divers en fonction des méthodes utilisées.
Dans les articles, les méthodes naturelles sont souvent citées sans distinction, incluant des méthodes moins fiables comme la méthode Ogino ou le retrait. Par exemple dans le tableau de l'efficacités des méthodes contraceptives de la publication de 2013 de la Haute Autorité de Santé (p. 27), elles sont réunies, sous le terme « méthode naturelle », comme une seule ligne. Pour les défenseurs des méthodes d'observation, « les “méthodes naturelles” [...] ne sont pas toutes les mêmes. Par exemple, le retrait n’a rien à voir avec les méthodes d’observation du cycle scientifiques récentes »

### Méthodes d'observations du cycle
Pour comparaison, la contraception hormonale (dite pilule) possède un taux d'échec en usage correct de 0,3 % et en usage typique entre 8 % (étude américaine) et 2,4 % (étude française),. Selon une méta-revue faite par Cochrane en 2012, l'efficacité de ces méthodes est inconnue. L'une des raisons est la mauvaise qualité des méthodes des études retenues, se conjuguant avec un grand nombre de participants qui abandonnent leur méthode prématurément.
|                         | Échec en usage correct (%) | Échec en usage typique (%)   | Notes                           | Étude  |
| ----------------------- | -------------------------- | ---------------------------- | ------------------------------- | ------ |
| Méthode Billings        | 1.1                        | 10.5                         |                                 | [ 26 ] |
|                         | 0                          | 0.5                          |                                 | [ 27 ] |
| Méthode symptothermique | 0.43                       | 1.62                         |                                 | [ 28 ] |
|                         | 0.4                        | Non renseigné                |                                 | [ 29 ] |
| Méthode FertilityCare   | 0.5                        | 3.2                          | selon l'inventeur de la méthode | [ 30 ] |
|                         | 1.2                        | 2                            |                                 | [ 31 ] |
|                         | 0.14                       | 17,12                        |                                 | [ 17 ] |
| Méthode Marquette       | 2.1                        | 14.2                         |                                 | [ 32 ] |
|                         | 1.75                       | 6.7                          |                                 | [ 33 ] |
| Pilules hormonales      | 0.3                        | 2.4 (France), 9 (États-Unis) | Pour comparaison                | [ 34 ] |

Pour Gautier-Lavaste, le taux d'échec de ces méthodes est en partie dû à un non-respect des règles. Une étude de l'Organisation mondiale de la santé a révélé plus des trois quarts des échecs des MOC sont causés par un écart délibéré aux règles de la méthode. Pallone fait remarquer que, selon plusieurs études, les personnes pauvres ont une plus grande rigueur dans l'usage des méthodes et un taux d'échec qui approche le 0. À propos de la méthode Billings, l'étude de Trussel en 1991 prouve que certaines négligences occasionnent un très fort taux de probabilité de grossesse. Ainsi, une union dans les trois jours après le pic crée un risque de 98 % de grossesse par an et une union le jour du pic, un risque de 100 %. Dès le premier cycle, 46 % des couples ont désobéi aux règles imposées par la méthode. Il a été observé que le risque de grossesse en suivant les règles diminue au cours du temps tandis que le risque de ne pas suivre les règles augmentent. L'auteur conclut sur l'efficacité de cette méthode si les règles sont observées et sur les risques en cas de non-respect. Selon une étude rétrospective sur la méthode Billings publiée par l'OMS en 2012, étude conduite en 1979 dans 5 pays, le taux de grossesse varie de 5 % à 22,5 % sur une année. Le second chiffre, jugé élevé, est attribué en partie au non-respect des règles d'utilisation : « L'étude a établi l'efficacité de la méthode lorsque les couples respectent scrupuleusement les règles, mais a également souligné le fait que les écarts par rapport aux règles et, par conséquent, les échecs étaient fréquents. » Pour Howard, dans une étude sur Creighton-FertylityCare, la plupart des échecs proviennent de couples qui se sont unis, en connaissance de cause, au cours d'une période correctement repérée par eux comme fertile.
Pour conclure, la recherche permet de dire que les méthodes d'auto-observation "peuvent être aussi efficace que les contraceptifs hormonaux sans le risque inhérent pour la santé".Pour les chercheurs P. Frank-Herrmann J. Heil et ali., « L'analyse de l'efficacité a démontré qu'une STM qui utilise deux indicateurs d'observations de fertilité [...] est un moyen efficace et acceptable de planification familiale. » et « Nous maintenons donc que l'efficacité de la méthode de la STM étudiée dans cette étude est comparable à l'efficacité des méthodes contraceptives modernes comme les contraceptifs oraux. »

### Méthodes d'observations du cycle avec un objectif de fécondité
Les études ont montré que les chances de grossesse en utilisant la méthode Naprotechnologie atteignent 52,8 % (pour 24 mois) de chances par an. Ce chiffre est à peu près équivalent aux méthodes de procréation médicalement assistée (PMA) tout en évitant le coût de celui-ci, l'aspect invasif et les risques pour la femme et pour l'enfant. Une connaissance du cycle permet d’être médicalement accompagné par des traitements adaptés. Une seconde étude atteint 66 %. Dans cette étude, 42 couples sur les 43 diagnostiqués infertiles sans cause connue ont pu obtenir une explication à leur infertilité.
L'utilisation de la méthode Billings ou de la méthode symptothermique permet d'obtenir des résultats similaires, voire supérieurs, si les rapports ont lieu le jour « optimal ». Il existe des tests d'ovulation qui permettent de détecter la date d'ovulation et donc de planifier des rapports sexuels dans le but de concevoir,.

### Autres méthodes (méthodes statistiques et retrait)
| Méthode statistiques    | Échec en usage correct (%) | Échec en usage typique (%) | Notes                              | Étude  |
| ----------------------- | -------------------------- | -------------------------- | ---------------------------------- | ------ |
| Méthode Ogino           | 15-18,5                    | 25                         | Méthode considérée comme obsolète. | ,      |
| Méthode des jours fixes |                            |                            | Pas de chiffres fiables            | [ 44 ] |

Pour Dr Renteria, « [La méthode] du calendrier par exemple(ndlr: aussi appelée méthode Ogino) n'est pas du tout fiable, son utilisation comme moyen de contraception avait été déconseillée par son inventeur en personne. »
| Autres méthodes | Échec en usage correct (%) | Échec en usage typique (%)  | Notes | Étude  |
| --------------- | -------------------------- | --------------------------- | ----- | ------ |
| Retrait         | 4                          | 27 (États-Unis) 10 (France) |       | [ 46 ] |

Le retrait est, selon l'OMS, « l’une des méthodes les moins efficaces, parce que le bon moment pour le retrait est souvent difficile à déterminer »

## Un renouveau récent
Les méthodes naturelles ont connu une baisse d'utilisation (21 % en 1978) jusque dans les années 1990 où elles se sont stabilisées. Elles ont de nouveau progressé de 2,6 % d'utilisatrices en 2000 à 4,5 % en 2013. Son développement a accompagné le scandale des pilules de troisième génération, une femme sur cinq ayant modifié son choix de contraception à la suite de cette crise. Le passage aux méthodes naturelles peut s'expliquer par un « rejet de toute contraception à base d'hormones » ou pour d'autres pour des raisons financières. D'autres avancent une volonté de « reprendre possession de leur corps et être autonomes dans cette gestion ». D'autres raisons écologiques ou religieuses sont parfois avancées..
L'essor des méthodes naturelles de régulation des naissances s'est accompagné d'un développement d'applications mobiles. C'est le cas, par exemple, de l'application suédoise Natural Cycles utilisée par plus de 150 000 femmes dans 161 pays. Cette application, marquée CE et s'appuyant sur une étude menée par le propriétaire de l'application et fortement critiquée par plusieurs chercheurs, est à l'origine d'au moins 37 grossesses non désirées en Suède. Une mise en garde a été envoyé par l'hôpital confronté à ces grossesses à la Swedish Medical Product Agency (l'agence de réglementation des produits médicaux). Cette application s'appuie sur les données des cycles précédents et utilise un « algorithme pour déterminer les périodes de fertilité dans un cycle menstruel » et est donc une méthode statistique de régulation des naissances. Une étude menée sur les applications prétendues de contraception a mis au jour une large variété entre la qualité de celles-ci. Les plus efficaces sont celles qui sont liées à une méthode particulière d'observation du cycle ayant fait l'objet d'études de fiabilité.

## Cas du développement des méthodes d'observation du cycle

### Impact sur la vie sexuelle et conjugale
Des études ont été menées auprès des couples utilisant les méthodes naturelles de planification familiale. Si certains couples relèvent des difficultés dans les relations sexuelles, la majorité (74 %) trouvent ces méthodes bénéfiques pour des raisons de liens renforcés, d'une meilleure communication dans le couple et de meilleure connaissance de soi. Une autre étude en Nouvelle-Zélande montre un taux de personnes « hautement satisfaites » supérieur à 90 %, citant la satisfaction de se connaître, l'absence de médicament, l'aspect naturel et l'efficacité. Au cours d'une étude menée sur la méthode symptothermique, 9,2 % des participants ont abandonné au cours de l'étude. Hormis ceux qui veulent abandonner l'étude sans abandonner la méthode, les raisons pour abandonner ont été principalement le désir de mener une grossesse, la séparation des partenaires ou des raisons médicales (4 % des 9,2 %).
Une étude menée en 1988 prouve que les utilisateurs des méthodes de planification naturelle, quant à leur vie de couple ou vie maritale, "ne diffère[nt] pas considérablement des personnes désignées comme « population normale »". L'étude cite une vision plus libre et plus décomplexée de la sexualité par ces utilisateurs. En outre, il existe un lien entre une pratique des méthodes naturelles et des changements au sein du couple, en ce sens que l'on observe une réduction de l'attitude « dominante » (chez les hommes comme chez les femmes) avec une expérience approfondie d'une planification familiale naturelle.
La planification familiale naturelle encourage un partage de responsabilité entre époux, la valorisation « d'autres formes de relation entre eux autre que l'union physique » et l'acceptation de l'exigence de ces méthodes., certaines femmes voyant les méthodes hormonales avant tout comme une libération de l'homme et non de la femme. Elles permettent l'implication des hommes dans la planification familiale, incitant « au dialogue, au respect mutuel ». Pour une étude menée en 2000, « Ces méthodes sont naturelles et parviennent par conséquent à améliorer l’entente physique et les relations psychologiques du couple. Les méthodes naturelles donnent la possibilité de respecter profondément le dynamisme physiologique de l’homme et de la femme ainsi que leur liberté et leur dignité en tant que personne ». La fréquence d'union sexuelle est similaire entre ceux qui utilisent une méthode naturelle et ceux qui utilisent une autre forme de contraception.

### Les MOC et la médecine
Pour le Dr Winckler, les méthodes d'observation "sont victimes d'idées reçus véhiculées par la presse, le grand public et la plupart des médecins. Elles seraient passées de mode, inefficaces, réservées aux personnes opposées à toute forme de contraception. Or ces idées reçues sont toutes erronées. Utilisées avec assiduité, elles sont très efficaces et présentent l'avantage de ne pas nécessiter de recourir au médecin. [Les couples qui les utilisent] ne méritent ni ironie, ni opprobre et certainement pas le mépris que leur opposent de très nombreux médecins." « Actuellement, la plupart des médecins ne sont pas conscients de la disponibilité et de l'efficacité » de ces méthodes. En mars 2018, un collectif de deux-cents professionnels de la santé dénonce les amalgames à propos des méthodes naturelles et rappelle que « des méthodes naturelles très fiables existent et font l’objet d’indices d’efficacité scientifiquement évalués et reconnus au niveau mondial ».
Les méthodes d'observation permettent de connaitre son corps. « S’observant au quotidien, les femmes sont capables de déceler des anomalies endocriniennes et gynécologiques, et de les faire soigner précocement »,. En cas de grossesse, le suivi du cycle et la connaissance de la date d'ovulation permettent une estimation plus précise de l'âge gestationnel que la méthode traditionnellement utilisée de suivi des menstruations par la roue de grossesse ou la dernière période menstruelle. « Ces méthodes permettent une autonomie des couples. Ne dépendant pas du corps médical ni d’une prise hormonale et de ses effets secondaires, ils peuvent ressentir une certaine liberté ».

### Point de vue religieux et éthique
Ouvertes à tous, les méthodes naturelles ne sont pas incompatibles avec la pratique de la religion. Ces méthodes d'observation (excepté donc le retrait et l'usage de méthodes barrière comme le préservatif en période fertile) sont même les seuls moyens de régulation des naissances acceptés par l'Église catholique qui explique par l’acceptation et le respect de l'autre tel qu'il est jusque dans sa fertilité. Pour Jean-Paul II : « les époux en recourant à la contraception, séparent ces deux significations que le Dieu créateur a inscrites (…) dans le dynamisme de leur communion sexuelle, ils se comportent en "arbitres" du dessein de Dieu. En revanche lorsque les époux, en observant le recours à des périodes infécondes, respectent le lien indissoluble entre les aspects d’union et de procréation de la sexualité humaine, ils se comportent en "ministres" du dessein de Dieu ». En revanche, pour Mgr Aupetit, "si l’échange se réduit à « féconde ou pas féconde », il n’y a plus guère de différence avec la mentalité contraceptive".